# معركة خليج ساغامي
معركة خليج ساغامي (بالإنجليزية: Battle of Sagami Bay)‏ (باليابانية: 1945年7月22-23日の海戦) ، قامت قوة أمريكية بحرية بالهجوم على إحدى السفن العسكرية اليابانية وسفينة بضاعة تجارية في شبه جزيرة بوسو ، حيث تمكنت القوة الأمريكية المكونة من 9 مدمرات عسكرية بإغراق سفينة عسكرية يابانية وإتلاف سفينة تجارية، وذلك بتاريخ 22 و23 يوليو سنة 1945م.